# Dalbergia tinnevelliensis
Dalbergia tinnevelliensis är en ärtväxtart som beskrevs av Krishnamurthy Thothathri. Dalbergia tinnevelliensis ingår i släktet Dalbergia, och familjen ärtväxter. Inga underarter finns listade i Catalogue of Life.